# Přibajkalsko
Přibajkalsko (rusky Прибайкалье, Pribajkal'e) je hornatá fyzickogeografická oblast kolem jezera Bajkal na Sibiři v Rusku. Geomorfologové hovoří také o Bajkalské horské oblasti (rusky Байкальская горная область, Bajkal'skaja gornaja oblast', burjatsky Байгалай хадата газар, Bajgalaj xadata gazar). Skládá se z následujících celků:
- jezero Bajkal (Байкаль), hloubka 1680 m, hladina průměrně 456 m n. m.
- Přímořské pohoří (Приморский хребет), max. 1728 m n. m., na jihozápadě vystupuje z Irkutsko-čeremchovské roviny u řeky Angary, táhne se podél západního břehu jezera a přechází v Bajkalské pohoří.
- Bajkalské pohoří (Байкальский хребет, burjatsky Байгалай дабаан), max. 2572 m n. m. (Čerského hora, bur. Хара болдог), na severozápadním břehu jezera.
- Synnyr, max. 2678, na severním okraji jezera navazuje na Bajkalské pohoří, může být řazen už pod Stanovou vysočinu (Становое нагорье) nebo pod Severobajkalskou vysočinu (Северо-Байкальское нагорье).
- Severobajkalská vysočina (Северо-Байкальское нагорье, burjatsky Хойто-Байгалай хадалиг газар), max. 1628 m n. m., na sever od jezera, jižně od řek Lena a Vitim.
- Barguzinské pohoří (Баргузинский хребет, burjatsky Баргажанай дабаан), max. 2840 m n. m., na severovýchodním břehu jezera.
- Ikatské pohoří (Икатский хребет, burjatsky Ихаадай дабаан), max 2612 m n. m., paralelně s Barguzinským dále na východ za řekou Barguzin.
- Ulan-Burgasy (Улан-Бургасы, burjatsky Улаан-Бургааһан), max 2033 m n. m., východní břeh jezera jižně od ústí řeky Barguzin.
- Chamar-Daban (Хамар-Дабан, burjatsky hамар Дабаан), max 2371 m n. m., jižní břeh jezera, na západě navazuje na Východní Sajan, na severovýchodě končí ústím řeky Selengy, za níž pokračuje Ulan-Burgasy. Vedle něj se ještě vyčleňuje Malý Chamar-Daban (Малый Хамар-Дабан, Бага hамар Дабаан).
- Předbajkalská brázda (Предбайкальская впадина), sníženina na západ od Přímořského a Bajkalského pohoří, odděluje Přibajkalsko od Angarské plošiny (Středosibiřská vysočina). Na severním konci přechází v údolí řeky Leny.

## Geologie
Jezero Bajkal a hory kolem něj jsou tektonického původu, pohyb kolem zlomů nastal v důsledku tlaku vystupujícího magmatu. Pohyby začaly uprostřed třetihor (asi před 2 mil. let) a pokračují dodnes, v oblasti jsou častá zemětřesení. Horniny, které byly podél zlomů vyzvednuty a jimiž jsou přibajkalská pohoří budována, jsou ovšem mnohem starší (prahorní krystalické břidlice, starohorní ruly aj.)